# Erioptera xanthoptera
Erioptera xanthoptera là một loài ruồi trong họ Limoniidae. Chúng phân bố ở miền Cổ bắc.